# Bad Guy (singolo)
Bad Guy (나쁜 남자?, Nappeun Namja-ya) è un brano musicale hip pop del cantante sudcoreano Rain, estratto come primo singolo dall'album Bad Guy.
Nel 2006 il brano fu inserito anche nell'album Early Works, album di debutto di Rain sul mercato giapponese, su Rain's World - Repackage (in versione tango) e sul DVD Rain's Coming 06/07 Rain World Tour in Tokyo.

## Tracce
1. Bad Guy (나쁜 남자?, Nappeun Namja-ya) - 3:11